# Lehendakari
Le président du gouvernement (en basque : Jaurlaritzako lehendakaria, en espagnol : Presidente del Gobierno), nommé lehendakari dans le langage courant, est le chef de gouvernement de la communauté autonome du Pays basque espagnol.
Le titulaire de ce poste est le nationaliste Imanol Pradales depuis le 22 juin 2024.

## Élection
L'alinéa 1er de l'article 33 du statut d'autonomie du Pays basque dispose que : « Le président du gouvernement sera désigné, parmi ses membres, par le Parlement basque et nommé par le roi. » La loi 7/1981 relative au gouvernement détaille ses conditions d'élection.

### Procédure parlementaire
Au début de chaque législature et à chaque fois que le mandat du lehendakari prend fin, le président du Parlement convoque l'assemblée en vue d'élire le président du gouvernement basque, après avoir consulté la conférence des porte-paroles et le bureau du Parlement. Les formations politiques dotées d'une représentation parlementaire peuvent déposer une candidature auprès du bureau, au plus tard 72 h avant l'ouverture de la séance d'investiture.
La séance débute par l'exposé du programme de chaque candidat, par ordre croissant du nombre de soutien de députés dont ils disposent, chacun bénéficiant d'un temps d'intervention maximum de 90 min. La séance est ensuite suspendue pour une durée qui ne peut excéder 24 h. À la reprise des travaux, chaque groupe parlementaire intervient pour 30 min au plus, et chaque candidat peut leur répondre conjointement ou séparément pendant 30 min maximum chacun. Les représentants des groupes disposent ensuite d'un droit de réplique de 10 min.
À la suite du débat, la séance est suspendue jusqu'au moment du vote d'investiture. Est élu lehendakari celui qui recueille la majorité absolue des députés, soit 38 voix puisque le Parlement compte 75 membres. En cas d'échec, les deux candidats ayant recueilli le plus de voix — ou le candidat s'il n'y a eu qu'un seul postulant — se soumettent à un second tour de vote 24 h plus tard. Celui qui recueille la majorité simple des suffrages exprimés l'emporte. En cas d'égalité entre les deux candidats, un troisième vote se tient 24 h après. Si l'égalité persiste, ou si aucun candidat ne l'emporte au second tour, la procédure recommence. Le vote se fait systématiquement au scrutin public par appel nominal : chaque député doit prononcer le nom d'un candidat ou indiquer qu'il s'abstient.
Dans le cas où le Parlement ne parvient pas à désigner un président du gouvernement dans les soixante jours qui suivent l'ouverture de la séance d'investiture, le lehendakari en affaires courantes doit dissoudre l'assemblée et convoquer de nouvelles élections.

### Nomination et prise de fonction
Le candidat qui remporte l'investiture est ensuite nommé par le roi d'Espagne, au moyen d'un décret publié au Bulletin officiel de l'État et au Bulletin officiel du Pays basque (BOPV).
La loi du gouvernement de 1981 disposait dans sa version initiale que ce décret devait être contresigné par le président du Parlement. Lors de la nomination de Carlos Garaikoetxea en 1984, le gouvernement basque constate que le contreseing a été apporté par le président du gouvernement d'Espagne, ce qu'il conteste devant le Tribunal constitutionnel. Ce dernier statue en 1987, concluant à l'inconstitutionnalité de la disposition législative revendiquée, puisque dans la mesure où aussi bien la Constitution que le statut d'autonomie renvoient le pouvoir de nomination au monarque, alors les règles constitutionnelles de contreseing s'appliquent, et celui-ci est attribué au chef de l'exécutif de l'État.
La prise de fonction du président du gouvernement a lieu lors d'une séance extraordinaire, convoquée à cet effet à la maison des Juntes de Guernica. Le chef de l'exécutif élu prête alors serment sous l'arbre de Guernica.

## Fonctions
Le lehendakari conduit l'action du gouvernement, assume la plus haute représentation de la communauté autonome et exerce la représentation ordinaire de l'État sur le territoire de cette dernière.

### Représentant suprême du Pays basque
En sa qualité de représentant suprême du Pays basque, le président du gouvernement : 
- assume la représentation du Pays basque dans ses rapports avec l'État, les autres communautés autonomes, et les institutions des territoires historiques et communes qui font partie de la communauté autonome basque ;
- promulgue les lois et décrets législatifs, et ordonne leur publication au Bulletin officiel du Pays basque dans les quinze jours qui suivent leur approbation, ainsi qu'au Bulletin officiel de l'État ;
- dissout le Parlement, après délibération du gouvernement.

### Chef du gouvernement
Le lehendakari est chargé de diriger et coordonner l'action du gouvernement. À ce titre, il lui revient : 
- de définir le programme du gouvernement ;
- de désigner et relever les conseillers[a] de leurs fonctions ;
- de prendre les décrets de création ou suppression des départements exécutifs, ou qui organisent leur changement de dénomination ou leur champ de compétences ;
- d'apporter au Parlement l'aide et l'information requises au gouvernement ;
- de poser la question de confiance, après délibération du gouvernement ;
- de résoudre les conflits de compétences entre les différents départements exécutifs ;
- de convoquer les réunions du gouvernement, d'en fixer l'ordre du jour, de les présider, et de diriger les délibérations ;
- de convoquer, et le cas échéant de présider, les comités interdépartementaux ;
- de coordonner le programme législatif du gouvernement ;
- de fixer les règles internes requises pour le bon ordre des travaux gouvernementaux et la bonne préparation des décisions à adopter ;
- de promouvoir et coordonner la mise en œuvre des décisions du gouvernement et de ses commissions, et leur publication le cas échéant ;
- de gérer la suppléance des conseillers en cas d'absence ou de maladie ;
- de signer les décrets et ordonner leur publication.

## Avantages matériels et statut
Le président du gouvernement dispose du prédicat honorifique d'« excellence », a le droit d'utiliser l'ikurriña comme son étendard, perçoit une rémunération, et reçoit les honneurs dus à sa charge. L'exercice de sa fonction est exclusif de toute autre activité, à l'exception du mandat de parlementaire basque.
Sa résidence officielle est située au palais d'Ajuria Enea, à Vitoria-Gasteiz. Pour l'année 2021, il perçoit une rétribution mensuelle de 7 422,68 €.

## Structure d'appui
Pour l'assister dans l'exercice de ses fonctions, le lehendakari dispose de la présidence du gouvernement ou Lehendakaritza, structurée ainsi : 
- Lehendakari
  - direction du cabinet
- secrétariat général de la Coordination et des Projets stratégiques
  - direction du Régime juridique
  - direction des Services
  - direction de la Coordination stratégique
- secrétariat général de l'Action extérieure et du Basque dans le monde
  - direction des Affaires européennes
  - direction de l'Action extérieure et des Organismes multilatéraux
  - direction de la Communauté basque à l'extérieur
- secrétariat général de la Communication et de l'Innovation sociale
  - direction de la Communication sociale et numérique
  - direction de l'Identité corporative
  - direction des Études
  - direction de l'Innovation sociale et de l'Agenda 2030.

## Fin du mandat
Le mandat du lehendakari prend fin en cas d'empêchement ayant conduit à son remplacement provisoire pendant quatre mois, après la tenue des élections au Parlement basque, si les députés rejettent une question de confiance ou adoptent une motion de censure, en cas de démission, de décès.
Dans les situations de décès et d'empêchement, l'intérim est assumé par le premier vice-président du gouvernement, par le doyen des vice-présidents s'il y en a plusieurs sans ordre établi, ou par le doyen des conseillers en l'absence de vice-président. Dans tous les autres cas, le président du gouvernement sortant assume la gestion des affaires courantes jusqu'à la prise de fonction de son successeur.

### Motion de censure
Selon les dispositions de l'alinéa 1er de l'article 47 de la loi relative au gouvernement de 1981 : « Le Parlement pourra mettre en cause la responsabilité du gouvernement au moyen de l'adoption d'une motion de censure, qui devra être soutenue par la majorité absolue des votes de l'assemblée. »
La motion doit être signée par au moins un sixième des parlementaires et proposer un candidat à la présidence du gouvernement. Dans les deux jours qui suivent la présentation du texte au bureau du Parlement, des motions alternatives répondant aux mêmes critères peuvent être également déposées. Le vote de la motion ne peut intervenir moins de cinq jours après qu'elle a été remise au bureau.
Lors du débat parlementaire, la motion est défendue par l'un de ses signataires pendant 90 min au plus, puis le candidat proposé expose son programme pendant 90 min maximum. Après une suspension de séance, le lehendakari en poste rouvre les débats par une intervention qui ne peut durer plus de 90 min. À sa suite, peuvent intervenir un représentant de chaque groupe parlementaire pendant 30 min au plus. Le candidat, le défenseur de la motion et le président du gouvernement sortant disposent d'un droit de réplique de 10 min, tout comme les représentants des groupes.
Si la motion est repoussée, ses promoteurs ne pourront en signer d'autre jusqu'à la fin de l'année. En cas d'adoption, le candidat est considéré comme investi de la confiance des députés et cette information sera communiquée au roi, aux fins de nomination.

## Terme de lehendakari
D'après un article du journal ABC publié en 2016, le terme basque de lehendakari — écrit Lendakari en castillan — aurait été inventé par le Parti nationaliste basque (EAJ/PNV). Il est formé de l'union entre le mot lehendabizikoa (en français : « le premier ») et le suffixe -ari, qui permet de signifier que l'on parle d'une profession. Pour l'université du Pays basque, ce terme peut convenir pour le plus haut responsable d'une entreprise ou d'un club, et le dictionnaire général basque permet de l'user pour désigner les autres dirigeants des communautés autonomes de l'Espagne. À l'inverse, une partie du nationalisme basque exclut de l'usage de ce terme les présidents non-nationalistes.